# Korg Polysix
| Korg Polysix             | Korg Polysix                                                          |
| Korg Polysix             | Korg Polysix                                                          |
| Allgemeines              | Allgemeines                                                           |
| ------------------------ | --------------------------------------------------------------------- |
| Hersteller               | Korg                                                                  |
| Typ                      | Analogsynthesizer                                                     |
| Zeitraum                 | 1981–                                                                 |
| Preis                    | 3.500 DM (1982)                                                       |
| Technische Daten         |                                                                       |
| Polyphonie               | ja, 6 Stimmen                                                         |
| Multitimbralität         | nein                                                                  |
| Oszillatoren             | 6 VCO, 2 LFO (Modulationsgenerator und PWM)                           |
| Wellenformen             | Sägezahn, Rechteck (pulsweitenmoduliert); zuschaltbarer Suboszillator |
| Klangsynthese            | analog subtraktiv                                                     |
| Filter                   | 24-dB-Tiefpassfilter                                                  |
| Hüllkurven               | 1× ADSR                                                               |
| Effekt                   | Chorus, Flanger, Ensemble                                             |
| Tastatur und Spielhilfen |                                                                       |
| Klaviatur                | 61 Tasten, nicht anschlagsdynamisch                                   |
| Spielhilfen              | Einstellbarer Pitch Bend, Modulationsrad, Chord-Memory-Funktion       |
| Arpeggiator              | ja                                                                    |

Der Korg Polysix ist ein monotimbraler, sechsstimmig polyphoner Analogsynthesizer, den Korg im Jahr 1981 auf den Markt brachte. Er gehörte zu den ersten massentauglichen polyphonen Synthesizern.

## Architektur
Der Polysix ist ein subtraktiver Synthesizer mit sechs identischen Stimmen, die durch mehrere Mikroprozessoren angesteuert und kontrolliert werden:
- Ein VCO je Stimme kann Sägezahn- und PWM-Wellenformen erzeugen
- Zuschaltbarer Suboszillator
- Eine ADSR-Hüllkurve je Stimme
- Resonanzfähiges 24-dB-Filter, Grenzfrequenz über die Hüllkurve steuerbar
- VCA, über Gate oder die Hüllkurve steuerbar

Ein einzelner LFO-Modulationsgenerator kann Oszillator, Filter oder VCA modellieren.
Das Mono-Signal wird durch eine Effektsektion geleitet, in der wahlweise ein Chorus, Flanger (auf dem Bedienpanel als „phase“ bezeichnet) oder Ensemble-Effekt mit regelbarer Intensität zugeschaltet werden können.
Die Programmierung erfolgt über Drehknöpfe auf der Oberseite; jedes Potentiometer und jeder Schalter ist dabei mit nur einer Funktion belegt. Die Klänge können in einem von 32 Speicherplätzen abgelegt und über eine Kassettenrekorder-Schnittstelle importiert und exportiert werden.
Das Gerät hat 61 ungewichtete Tasten; die Tastatur ist nicht anschlagsdynamisch. Als Spielhilfe sind ein Pitch-Bend- und ein Modulationsrad eingebaut; der Synthesizer verfügt zudem über einen Arpeggiator und eine Chord-Memory-Funktion. Als Taktgeber für den Arpeggiator kann ein externes Trigger-Signal benutzt werden.
Das Gerät hatte vom Werk aus zunächst keine MIDI-Schnittstelle. Nachrüstsätze wurden später von Firmen wie Kenton, Tubbutec, und Kiwi Electronics angeboten.

## Technik und Reparaturanfälligkeit
Die Architektur baute auf Analogchips von SSM auf, dem ADSR-Hüllkurvengenerator SSM2056 und insbesondere dem 24-dB-Filterbaustein SSM2044, der den Klang des Instruments prägt. Ein weiteres klangprägendes Element ist der Chorus-Effekt auf Basis einer analogen Eimerketten-Schaltung, die aber für ein wahrnehmbares Rauschen verantwortlich ist.

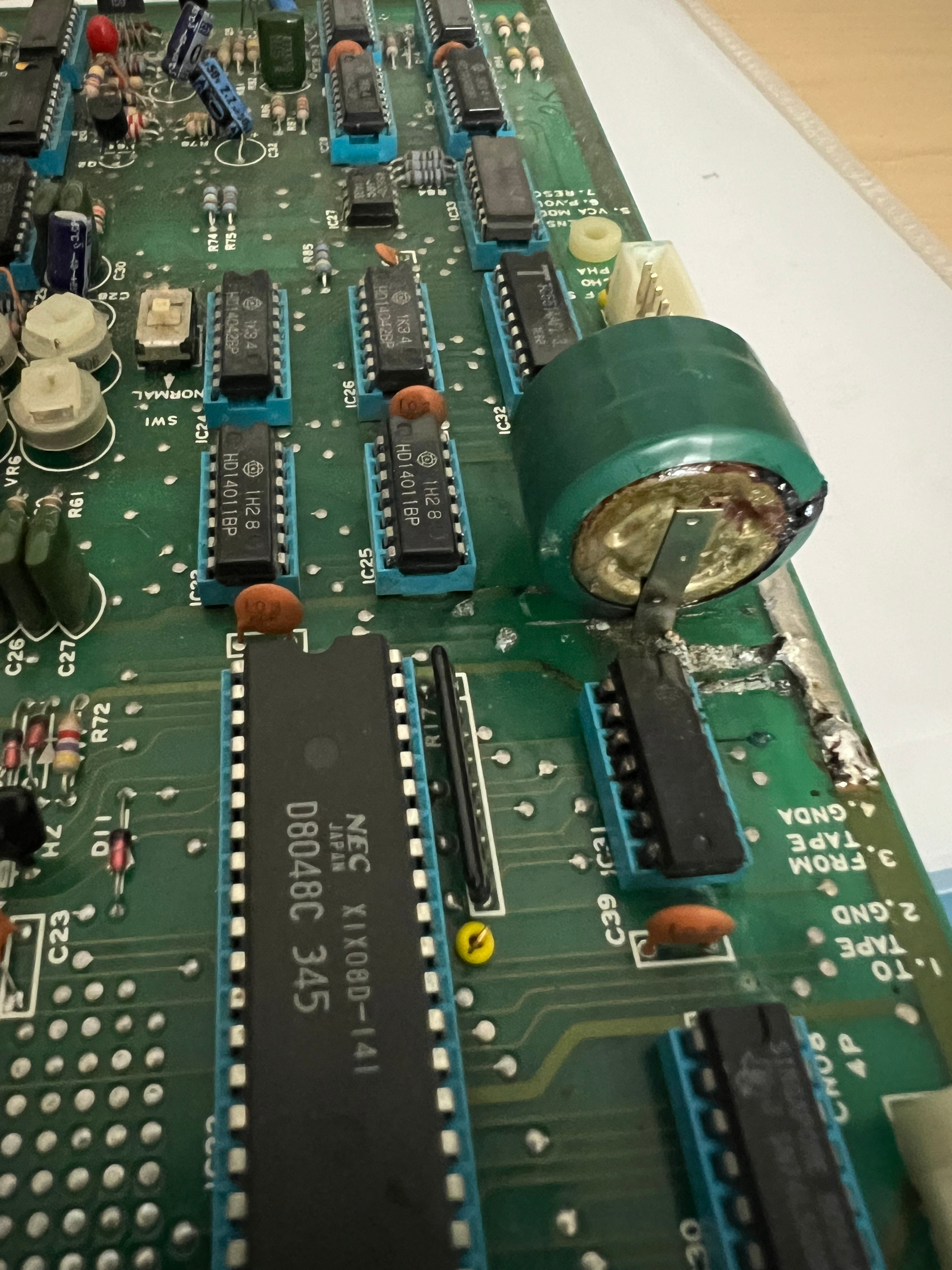
Foto eines KLM-376-Boards mit schadhafter Pufferbatterie: Batterieflüssigkeit hat einzelne Leiterbahnen weggeätzt

Eine Beschränkung der damaligen Technik sorgen bei fast allen gebauten Polysix-Modellen irgendwann für Probleme: Die Klang-Speicherplätze wurden über einen batteriegepufferten RAM-Chip realisiert; der verwendete Akku wurde aber nach einigen Jahren leck, und das Elektrolyt sorgte auf der Platine einerseits für Kurzschlüsse und zerfraß andererseits Leiterbahnen und Kontaktierungen. Für die von diesem Problem betroffene „Programmer“-Platine KLM-367 sind von Drittanbietern Nachbauten erhältlich.

## Marktpositionierung
Mit einem Marktpreis um 3.500 DM war er einer der ersten günstigen polyphonen Synthesizer auf dem Markt und wurde als Alternative zu etablierten Geräten wie dem Sequential Prophet-5 angeboten, die ein Vielfaches kosteten („poor man's prophet“). Er war als Gegenstück und Ergänzung zu Korgs vierstimmigem Mono/Poly konzipiert und teilte mit diesem das Design und den Aufbau der Benutzeroberfläche.
Andere Instrumente, die mit vergleichbaren Leistungsdaten auf das gleiche Marktsegment zielten, waren später die Roland-Synthesizer Juno-60 und JX-3P. Auch italienische Synthesizerbauer wie Siel (Opera 6), Crumar (BIT-Reihe) oder Elka (EK-22) boten sechsstimmige Geräte in vergleichbaren Preisspannen an, allerdings wurde die Marktposition polyphoner analoger Synthesizer nach dem Aufkommen des digitalen Yamaha DX7 immer schwieriger.

## Nutzer
Auf der Seite „Vintage Synth Explorer“ bekommt der Synthesizer von den Nutzern eine Wertung von 4,41 von 5 Punkten. Zu den zeitweiligen Besitzern des Polysix zählen unter anderem die Band Tears for Fears und Keith Emerson; Künstler wie Röyksopp und Frank Ocean setzen den Polysix gelegentlich bei aktuellen Produktionen ein.